# Die Reise nach Tokyo
Die Reise nach Tokyo (japanisch 東京物語 Tōkyō monogatari) ist ein japanischer Film aus dem Jahr 1953. Die Hauptrollen spielten Chishū Ryū und Chieko Higashiyama.
Dieser Film gilt als das bekannteste Werk des Regisseurs Yasujirō Ozu und wird häufig als einer der weltweit besten Filme bezeichnet.

## Handlung
Das ältere Ehepaar Shūkichi und Tomi Hirayama lebt mit seiner jüngsten Tochter, der Grundschullehrerin Kyōko, in der Hafenstadt Onomichi. Die vier anderen Kinder sind schon lange fort: Der älteste Sohn Kōichi und die älteste Tochter Shige leben verheiratet in Tokio, der mittlere Sohn Shōji ist im Zweiten Weltkrieg gefallen (seine Ehefrau Noriko wohnt ebenfalls in Tokio), und der jüngste Sohn Keizō ist Angestellter in Osaka. Eines Tages beschließt das Ehepaar, seine Kinder in Tokio zu besuchen, und begibt sich auf die lange Zugreise.
Nach der Ankunft in Tokio übernachtet das Ehepaar bei seinem Sohn Kōichi, dessen Ehefrau Fumiko und deren beiden Söhnen – wobei der ältere Sohn sich sofort darüber aufregt, dass sein Schreibtisch für den Schlafplatz der Großeltern weggeräumt werden muss. Nach der Ankunft stellt sich heraus, dass Kōichi, ein Arzt, und Shige, die einen Friseursalon betreibt, wenig Zeit für sie haben. Daher bittet Shige Noriko, die Witwe des mittleren Sohns, um ihre Mithilfe. Obwohl Noriko einer anstrengenden Büroarbeit nachgeht, durch die sie ihre kleine Wohnung und ihr Leben als Alleinstehende finanzieren muss, nimmt sie sich Zeit. Sie unternimmt mit ihnen eine Besichtigungstour und lädt sie anschließend in ihre Wohnung ein.
Nach nur wenigen Tagen in Tokio bezahlen Kōichi und Shige einen Aufenthalt ihrer Eltern in Atami, einem Onsen, um sie nicht bei sich zu haben. In dem Onsen fühlen sich die Alten von dem Nachtleben mit feiernden jungen Menschen gestört, so dass sie kurz darauf nach Tokio zurückkehren. Das Paar will Kōichi und seiner Familie nicht wieder zur Last fallen, Shige ist von ihrer schnellen Rückkehr überrascht und hat keinen Platz, weshalb sie sich eine andere Unterkunft suchen müssen. Tomi verbringt die Nacht bei Noriko und bedankt sich für ihre Mühen, während Shūkichi einen Abend mit den lange nicht gesehenen Freunden Sanpei und Osamu in einer Kneipe verbringt. Sanpei meint, dass Shūkichi seine Kinder richtig erzogen habe, weil diese erfolgreich seien, aber Shūkichi ist nicht wirklich zufrieden. Nachts wird er betrunken zu Shige und ihrem Ehemann Kurazō gebracht. Shige, die ihre Eltern zuvor vor einer Kundin als „Bekannte vom Lande“ verleugnet hat, regt sich über die Trunkenheit ihres Vaters auf – durch Aussagen von ihr und Tomi kann man darauf schließen, dass Shūkichi früher häufiger getrunken hat, doch hat er seitdem viele Jahre eigentlich keinen Alkohol mehr angerührt.
Die Eltern brechen früher zur Rückreise auf als geplant und kommentieren unter sich den Wandel ihrer Kinder, machen ihnen aber keine Vorwürfe, da sie viel zu tun hätten. Bei der Rückfahrt in den Heimatort erkrankt Tomi schwer, weshalb die Reise bei dem jüngsten Sohn in Osaka unterbrochen werden muss. Zurück in der eigenen Wohnung verschlechtert sich Tomis Zustand, und die Kinder eilen an das Sterbebett ihrer Mutter. Nur der jüngste Sohn Keizō, der wegen Geschäften das Telegramm erst verspätet bekommen hat, kommt zu spät und macht sich Vorwürfe.

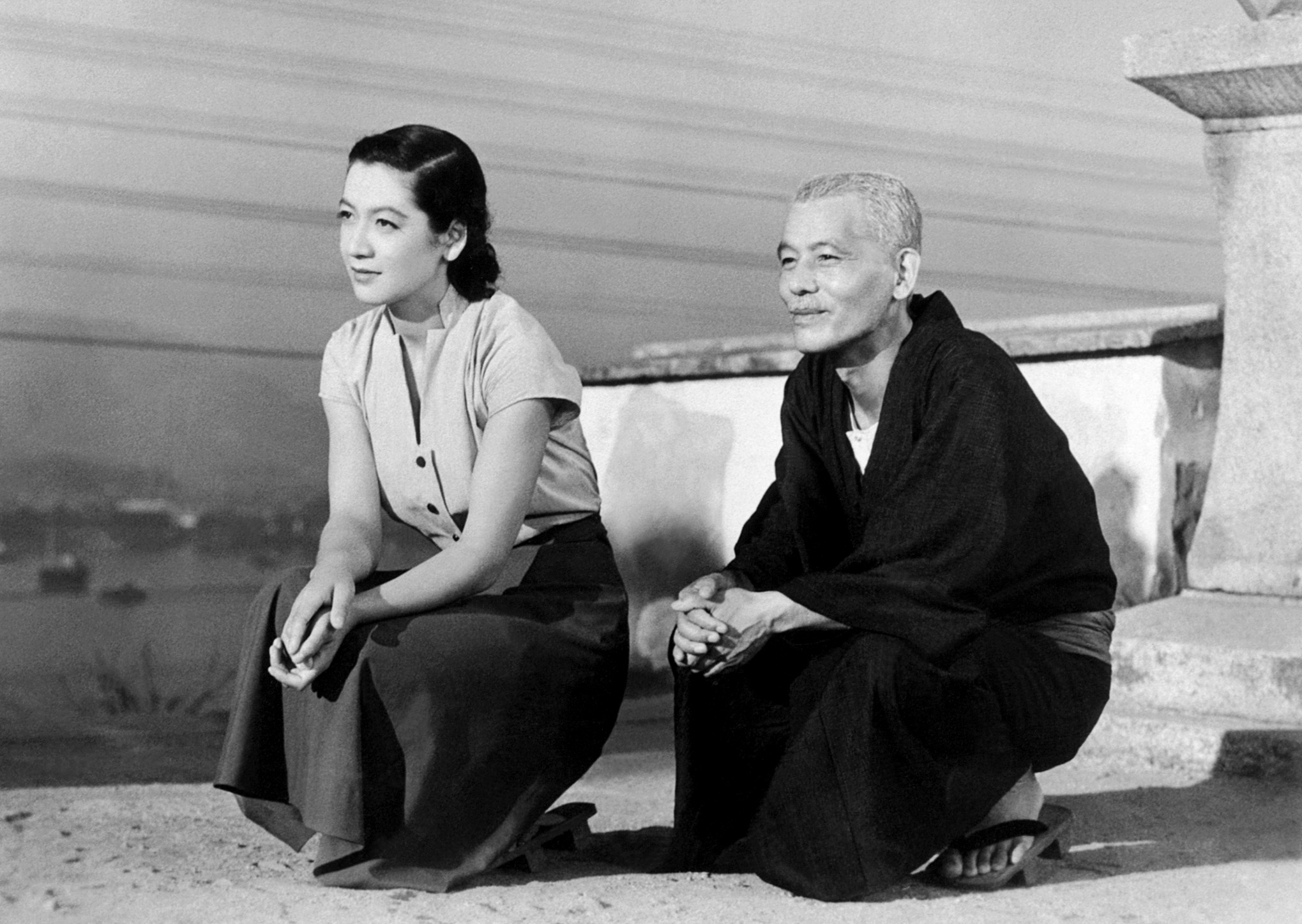
Noriko und Shūkichi bei ihrem Gespräch

Nach der Beerdigung reisen alle Kinder möglichst schnell wieder ab, einzig die Schwiegertochter Noriko und die jüngste Tochter Kyōko bleiben bei Shūkichi zurück. Kyōko regt sich über die Selbstsüchtigkeit ihrer Geschwister auf, die schnell verschwunden sind und – im Falle von Shige – direkt nach der Beerdigung nach Andenken an die Mutter gefragt hätten. Noriko versteht sie, verteidigt aber auch die Geschwister: Eine zunehmende Kluft zwischen Eltern und Kindern, wenn sie einmal ausziehen und ihr eigenes Leben aufbauen würden, sei in der Regel unvermeidlich – was Kyōko vielleicht später noch erfahre, wenn sie heirate und ausziehe. Noriko muss schließlich nach Tokio zurückkehren. Vor der Abreise erzählt Shukichi ihr, dass er sich von ihr besser behandelt gefühlt habe als von seinen eigenen Kindern, und überreicht ihr die Uhr seiner verstorbenen Frau. Noriko gesteht erstmals auch ihre eigene Einsamkeit und ihren Wunsch nach einem Wandel in ihrem Leben. Nach Tomi sagt auch Shukichi, dass Noriko schon zu lange alleine lebe, und rät ihr zu einer erneuten  Heirat.

## Hintergrund

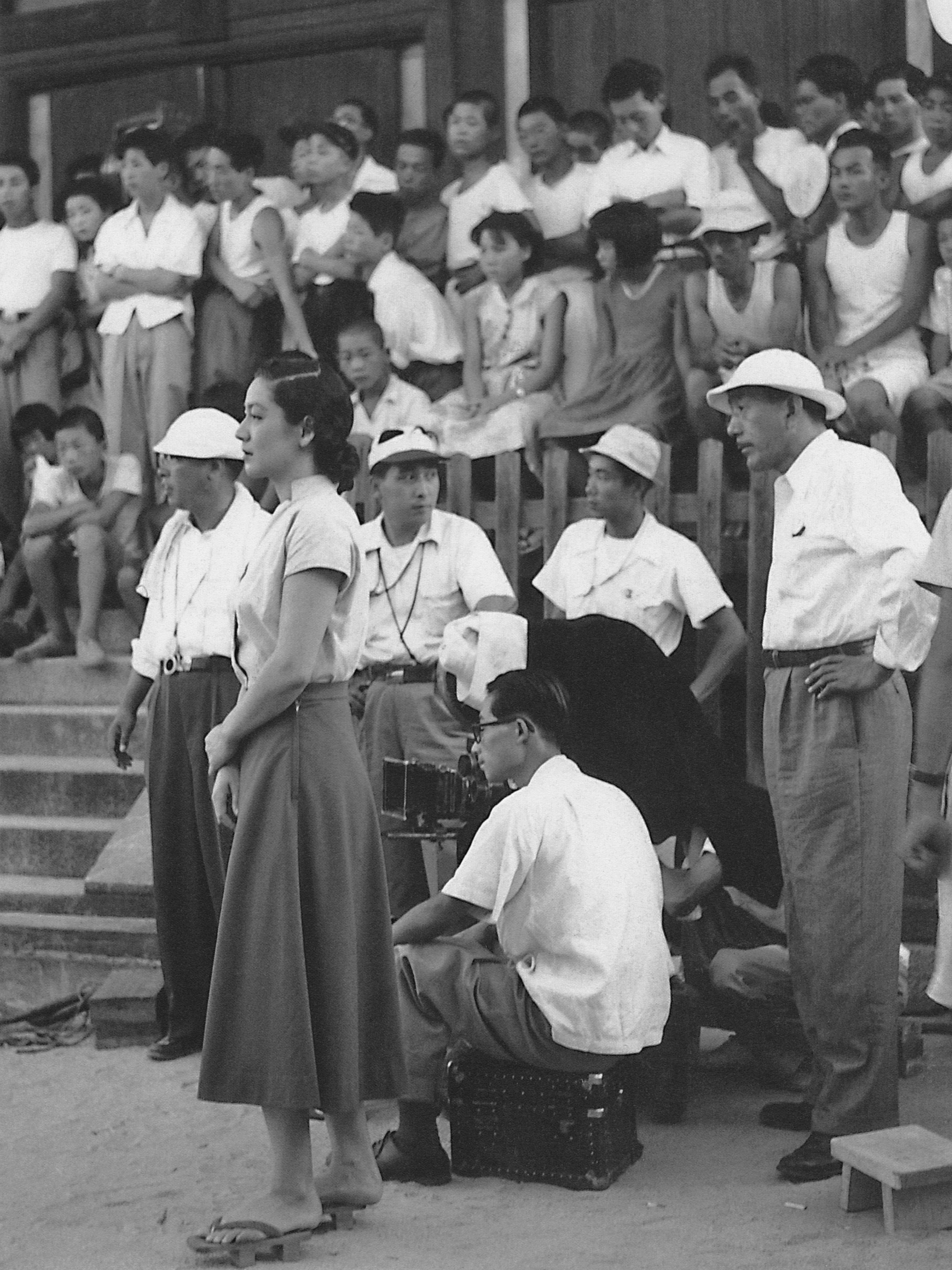
Yasujiro Ozu (rechts) mit Setsuko Hara bei den Dreharbeiten zu Die Reise nach Tokyo

Die Reise nach Tokyo wurde von Leo McCareys US-amerikanischem Filmdrama Kein Platz für Eltern (Make Way for Tomorrow, 1937) beeinflusst, den Ozus Drehbuchautor Kōgo Noda im Kino sah. Noda schlug eine japanische Adaption der Handlung Ozu vor, der Make Way for Tomorrow nie gesehen haben soll. Trotzdem lassen sich strukturelle und inhaltliche Ähnlichkeiten finden, so wird in beiden Filmen das alte Ehepaar von einem Haushalt der Kinder zu dem anderen geschoben und die Eltern werden als Last gesehen. Der zyklische Verlauf des Lebens wird in ihnen mit viel Traurigkeit, aber auch gelegentlichem Humor reflektiert. Während McCareys Film aber in der Great Depression angesiedelt ist und auch finanzielle Not zeigt, ist Ozus Film in einer Boomphase der japanischen Nachkriegsgesellschaft angesiedelt – trotzdem oder gerade deshalb existieren Spannungen zwischen den Eltern und der Kindergeneration, bei der die Pflichten des Geschäfts die Familie in den Hintergrund rücken lassen und die zusehends eine „westlich“ geprägte Lebensweise führen.
Heutzutage ist Die Reise nach Tokyo Ozus bekanntester Film – er selbst betrachtet ihn als sein melodramatischstes Werk. Der Film steht auch beispielhaft für Ozus einzigartigen visuellen Stil, der auch heute noch auf den ersten Blick gewöhnungsbedürftig ist. Dieser Stil ist gekennzeichnet durch die niedrige Kameraperspektive der Untersicht, die unbewegliche Kamera, die das Geschehen in einem festgelegten Rahmen darstellt (es gibt im ganzen Film nur zwei Kamerafahrten), und den frontalen Schuss und Gegenschuss bei Dialogszenen. Ebenso typisch sind mit Musik unterlegte Landschaftsaufnahmen, die die einzelnen Szenen voneinander abtrennen und doch verbinden.
Eine weitere Konstante in Ozus Schaffen ist der Einsatz derselben Schauspieler in seinen Filmen. Chishū Ryū und Setsuko Hara gehörten zu seinen Lieblingsschauspielern. Hara spielte von 1949 bis 1953 in drei verschiedenen Filmen eine Figur namens Noriko. Auch wenn es sich nicht um dieselbe Person in diesen Filmen handelt, betrachtet man Später Frühling (Banshun, 1949), Weizenherbst (Bakushū, 1951) und Die Reise nach Tokyo als Teile einer Trilogie (Noriko-Trilogie). In allen drei Filmen spielen ein Generationenkonflikt und die Frage, ob Noriko (wieder) verheiratet werden soll, eine mehr oder weniger bedeutende Rolle. Selten hat Ozu aber dabei die Unterschiede zwischen der älteren Generation und der Jugend so melancholisch wie in Die Reise nach Tokyo dargestellt. Die abschließenden Worte des Dialogs zwischen Noriko und der jüngsten Tochter Shukichis sind genauso traurig wie resignierend: „Das Leben ist eine Enttäuschung“ – „So ist es.“

## Rezeption
Yasujirō Ozu gilt heute als einer der bedeutendsten japanischen Regisseure, doch galten seine Filme in den 1950er Jahren, als durch den Erfolg von Kurosawas Film Rashomon das japanische Kino vom westlichen Publikum entdeckt wurde, als zu typisch japanisch, als dass der Film im Ausland verstanden werden könnte. Zwar wurde Die Reise nach Tokyo auf diversen Festivals aufgeführt (und wurde unter anderem vom British Film Institute im Jahre 1958 mit einem Preis ausgezeichnet), doch erst Jahre nach Ozus Tod (im Jahre 1963) wurden seine Filme Anfang der 1970er Jahre in Europa und den Vereinigten Staaten entdeckt. In Deutschland war der Film erstmals am 9. Juli 1965 im Kino zu sehen, im Fernsehen feierte er am 3. November 1970 in der ARD Premiere.
Die Reise nach Tokyo wird inzwischen weltweit von vielen Kritikern nicht nur als Ozus bedeutendstes, sondern auch als eines der besten Werke der Filmgeschichte betrachtet. Dies spiegelt sich auch in den Auswertungen US-amerikanischer Aggregatoren wider. So erfasst Rotten Tomatoes ausschließlich wohlwollende Besprechungen, Metacritic nur Höchstwertungen. Zu den prominenten Fürsprechern zählte auch Starkritiker Roger Ebert.

„Der international bekannteste Film des japanischen Meisterregisseurs Ozu: eine behutsame, in meditativem Bildrhythmus entfaltete Studie über den Zerfall einer Familie, über die Begegnung von Tradition und Moderne, über den alltäglichen Mut zum Neubeginn. Jenseits spektakulärer Effekte liefert Ozu eine Beschreibung der Normalität, deren Widersprüche weder dramatisiert noch verschwiegen, sondern der aufmerksamen Beobachtung und der kritischen Anteilnahme erschlossen werden.“

„Das Verhältnis der Generationen zueinander in einem meisterhaft gestalteten Film von sehr japanisch-eigenwilligem Stil. Ab 14 sehr zu empfehlen.“

In der alle zehn Jahre stattfindenden Umfrage des britischen Filmmagazins Sight & Sound unter berühmten Regisseuren und Kritikern wurde dieser Film 1992 erstmals in die Top 10 der besten Filme aller Zeiten gewählt. 2012 wurde Die Reise nach Tokyo schließlich von den befragten Filmregisseuren zum besten Film gewählt. Bereits 2005 führte der Filmführer Halliwell's Film Guide den Film als Spitzenreiter die Liste der 1000 besten Filme. Die Reise nach Tokyo ist einer der beiden Ozu-Filmen, die es 2020 wieder unter den Top 100 der 1000 besten Filme auf der Website They Shoot Pictures, Don’t They? gelistet sind auf Basis von über 9000 Listen mit Filmkritiken. Der Film erreichte dort Platz 4 während Später Frühling auf Platz 56 ist.

## Neuverfilmung
Auf der Berlinale 2013 wurde eine Neuverfilmung namens Tokyo Family von Regisseur Yōji Yamada (mit Yū Aoi in der Rolle der Noriko) gezeigt.